# Minute of Decay
«Minute of Decay» es el track número 14 del álbum de estudio de 1996, Antichrist Superstar de Marilyn Manson. Comienza con la frase "From a dead man... greetings" tomada de la adaptación de la novela de George Orwell, 1984. Los primeros treinta segundos de la canción a veces se utilizaban como una introducción a "Tourniquet" durante el "Against All Gods Tour".

## Apariciones
- Antichrist Superstar

## Versiones
- Minute of Decay — Aparece en "Antichrist Superstar"
- The Minute of Decay (Demo) — Aparece en "Antichrist Superstar Final Songs"

## Curiosidades
- Como se ha señalado en su libro, Manson comenzó a llorar durante la grabación de esta canción.